# 草本のボーダー

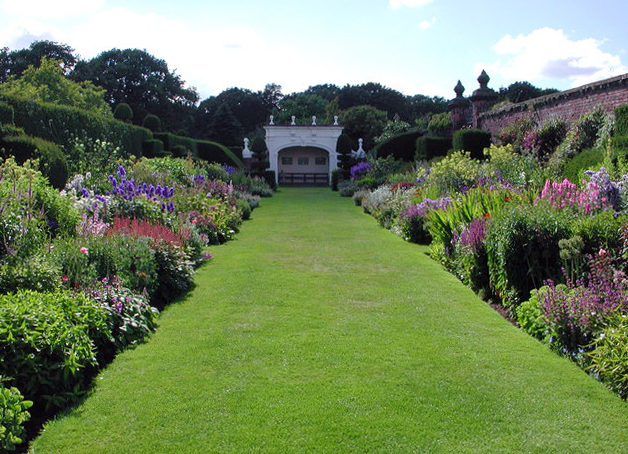
アーリーホールの草本ボーダー

草本のボーダー（そうほんのボーダー、英：herbaceous border）は、庭園において多年生草本植物 （2年以上生き、茎が柔らかく、樹木でない植物）を色、形または通して印象的な効果を生み出すために、大規模かつ密接に並べたものである。 
この名称は主にイギリスとその連邦国で使用され、北米では多年生ボーダー（perennial border）という用語が通常使用される。
現在の草本のボーダーはヴィクトリア朝時代の庭園で最初に一般的に使われ始めた。交配と新しい輸入植物種の導入は、18世紀から19世紀にかけてのイギリスの庭園の形に革命をもたらした。さらに、20世紀のイギリスの多作な園芸家・作庭家であるガートルード・ジーキルの作品は、イギリスのコテージガーデン復活を通して草本のボーダーの利用を広めた。
多年生植物は3〜4年ごとに掘り起こして植物が成長し過ぎることを防ぐために株分けする必要があるため、ボーダー状の草本を維持するのは手間を要する。第一次世界大戦時には、庭園を維持するための労働力が不足していたため、このタイプのボーダーはイギリスではあまり用いられなくなった。
現代においても、イギリス国内の庭園にはまだいくつかの有名な例がある。ギネスブックによると、世界最長の草本ボーダーはスコットランド・イースト・ロージアンのディルートン城にある215メートル（705フィート）のものである。